# 2024 en pentathlon moderne
 (février 2024).
Cet article présente les faits marquants de l'année 2024 en pentathlon moderne.

## Évènements

### Jeux olympiques
- Pentathlon moderne aux Jeux olympiques d'été de 2024